# بهروز بوچانی
بهروز بوچانی (زادهٔ ۱ مرداد ۱۳۶۲) روزنامه‌نگار،  فعال سیاسی و نویسنده کرد ایرانی می باشد. شرح حال او که با نام رفیقی نه مگر کوهستان که در اردوگاه پناهندگان مانوس نوشت برنده جوایز متعددی شده‌است. او از سال ۲۰۱۳ تا نوامبر ۲۰۱۷ در جزیره مانوس گرفتار بود.او همچنین به عنوان استاد مهمانِ دانشگاه بیرکبک لندن دعوت به همکاری شد.
بوچانی در ۱۴ نوامبر ۲۰۱۹ با روادید مسافرتی، به کرایست‌چرچ نیوزیلند سفر کرد تا در رویداد ادبی «جشنواره کلمه» شرکت کند. بوچانی پس از ورود به نیوزیلند گفت دیگر هرگز به پاپوآ گینه‌نو و استرالیا بر نمی‌گردد.

## زندگی
بهروز بوچانی دانش‌آموخته کارشناسی دانشگاه تربیت معلم تهران و کارشناسی ارشد جغرافیای سیاسی و ژئوپلیتیک از دانشگاه تربیت مدرس تهران است. او در هنگام زندگی در ایران مقالاتی در نشریه کردی وریا چاپ کرده بود. بوچانی با آرش کمالی سروستانی فیلم چوکا، الان ساعت چنده؟  را در سال ۲۰۱۷ کارگردانی کرده‌است. همچنین در مستند قایق‌ها را متوقف کنید ساخته سایمون کورین  به عنوان بازیگر حضور داشته‌است.

## پناهجویی
بوچانی بر اساس ادعای خودش، به دنبال مشکلات روزنامه‌نگاری در ایران ناچار به خروج از کشور شد. پس از خروج به اندونزی رفت تا خود را به استرالیا برساند. او دو بار تلاش کرد با قایق از اندونزی به استرالیا برود. بار نخست، قایق غرق شد و ماهیگیران اندونزیایی نجاتش دادند. بار دوم نیروی دریایی سلطنتی استرالیا او و ۷۵ پناهجوی دیگر را دستگیر کرد و آنها را به بازداشتگاهی در جزیره مانوس فرستاد.
او دربارهٔ علت پناهجویی‌اش گفته:
ایران را ترک کردم چون یک بی‌خدا هستم و ایران یک کشور دیکتاتوری مذهبی است. چون نمی‌خواستم عمر خودم را در زندان باشم از ایران به استرالیا آمدم اما آن‌ها در هر صورت من را در این جزیره زندانی کردند.— بهروز بوچانی، 

## ورود به نیوزیلند
در ۱۴ نوامبر ۲۰۱۹ بهروز بوچانی با روادید مسافرتی، به کرایست‌چرچ نیوزیلند سفر کرد تا در رویداد ادبی «جشنواره کلمه» شرکت کند. او در این رویداد درباره کتاب رفیقی نه مگر کوهستان سخن گفت که جوایز ادبی بسیاری بدست آورده‌است. بوچانی پس از ورود به نیوزیلند گفت دیگر هرگز به پاپوآ گینه‌نو و استرالیا بر نمی‌گردد. وی اسناد موقت سفر و مجوز این سفر را از اداره مهاجرت پاپوآگینه نو دریافت کرده‌است. در فرودگاه، گلریز قهرمان، فعال حقوق بشر ساکن نیوزلند به استقبال بوچانی آمده بود.

### استعمارزدایی در نیوزلند
بوچانی در سال ۲۰۲۱ صحبت از استعمارزدایی اقوام بومی در نیوزلند کرده است. این گفته واکنش‌هایی در نیوزلند داشت. وینستن پیترز، رهبر حزب NZ First که بیشترین حمایت بومی‌ها را در نیوزیلند دارد، از شکل حضور بوچانی در نیوزیلند و اظهاراتش انتقاد کرد و حزب چپگرای سبز را متهم کرد که سناریوی حضور بوچانی در نیوزیلند یک تله نژادی است و نیوزیلند محل دامن زدن به تنفر نژادی و دور زدن قوانین مهاجرتی نیست.

## اعطای پناهندگی
روز جمعه، ۳ مرداد ۱۳۹۹، سرانجام پس از ۶ سال حبس در جزیره مانوس و همزمان با تولد ۳۷ سالگی او، نیوزیلند با درخواست پناهندگی بهروز بوچانی، موافقت کرد. اداره مهاجرت نیوزیلند اعلام کرد که به او حق اقامت دائمی در این کشور اعطا شده‌است. روند اعطای این پناهندگی خارج از حالت مرسوم بوده است و این امر موجب بحث‌ها و انتقاداتی در استرالیا و نیوزلند شده است. گلریز قهرمان از اقامت دائمی بوچانی در مقابل انتقادها به شیوه ورود و اقامت وی در نیوزلند دفاع کرد.

## آثار
بهروز بوچانی کتاب رفیقی نه مگر کوهستان را در ۵ سال با پیامک‌هایی که با پیام‌رسان فوری واتس‌اپ برای دوستش امید توفیقیان در استرالیا می‌فرستاد و امید توفیقیان آن را از زبان فارسی به زبان انگلیسی برگردان می‌کرد.

### در ایران
در اردیبهشت ۱۳۹۹ نشر چشمه، کتاب صوتی رفیقی نه مگر کوهستان را با صدای نوید محمدزاده به بازار کتاب ایران عرضه کرد. انتشار این کتاب در ایران با اجازه خود بهروز بوچانی بود. نشر چشمه همچنین نسخه چاپی این کتاب را نیز به فارسی برگردان کرده و خود بوچانی، بر ویرایش آن نظارت کرده‌است. بوچانی، بخش‌هایی از این ویرایش کتاب را به صلاحدید خود حذف کرده‌است.

## جوایز
بهروز بوچانی در سال ۲۰۱۷ با همکاری آرش کمالی سروستانی فیلمی مستند به نام چوکا، الان ساعت چنده؟ را ساخته بود که به چند جشنواره بین‌المللی، مانند جشنواره فیلم لندن راه پیدا کرد.
بوچانی در ژانویه ۲۰۱۹ برای داستان رفیقی نه مگر کوهستان برنده جوایز ادبی نخست‌وزیری ویکتوریا به ارزش ۱۲۵٬۰۰۰ دلار استرالیا شد. او برای شرکت در مراسم جایزه اجازه نیافت از اردوگاه جزیره مانوس خارج شود.
در آوریل ۲۰۱۹ کتاب رفیقی نه مگر کوهستان برنده جایزه برتر ادبی نیو ساوت ولز به ارزش ۱۰ هزار دلار شد.
در اوت ۲۰۱۹ بهروز بوچانی برنده جایزه ملی زندگی‌نامه استرالیا مهم‌ترین جایزه زندگی‌نامه استرالیا شد. مبلغ این جایزه ۲۵ هزار دلار است که از سوی کتابخانه ایالتی نیو سات ولز پرداخت می‌شود. وی با استفاده از واتس‌اپ در مراسم شرکت کرد.